# Gotta Get Away
«Gotta Get Away» és el quart senzill de la banda californiana The Offspring, i el tercer de l'àlbum Smash.
La cançó es va inspirar en una de les seves primeres cançons «Cogs», composta en l'època en la qual la banda encara s'anomenava Manic Subsidal. La lletra es refereix a la pressió que el cantant, Dexter Holland, va sentir per finalitzar la composició de l'àlbum a temps.
Malgrat que la cançó va aconseguir força ressò, no va obtenir la popularitat ni l'èxit comercial dels altres dos senzills de l'àlbum («Come Out and Play» i «Self Esteem»). Posteriorment fou inclosa en el Greatest Hits (2005).
Pel senzill es van crear dues portades, la primera fou pel senzill, representa un esquelet seguint el mateix estil que els altres senzills de Smash, mentre que la segona fou pel vinil 7", que mostra l'actor del videoclip forat d'un local i amb els ulls tapats pel títol de la cançó.
El videoclip fou dirigit per Samuel Bayer i filmat a Salt Lake City, Utah, el 17 de desembre de 1994. Posteriorment fou inclòs en la compilació Complete Music Video Collection (2005)

## Llista de cançons

### Senzill CD
| Núm. | Títol               | Durada |
| ---- | ------------------- | ------ |
| 1.   | «Gotta Get Away»    | 3:56   |
| 2.   | «We Are One»        | 4:00   |
| 3.   | «Forever and a Day» | 2:37   |

### Vinil i CD maxi
| Núm. | Títol             | Durada |
| ---- | ----------------- | ------ |
| 1.   | «Gotta Get Away»  | 3:56   |
| 2.   | «Smash» (directe) | 3:01   |